# Ocaines

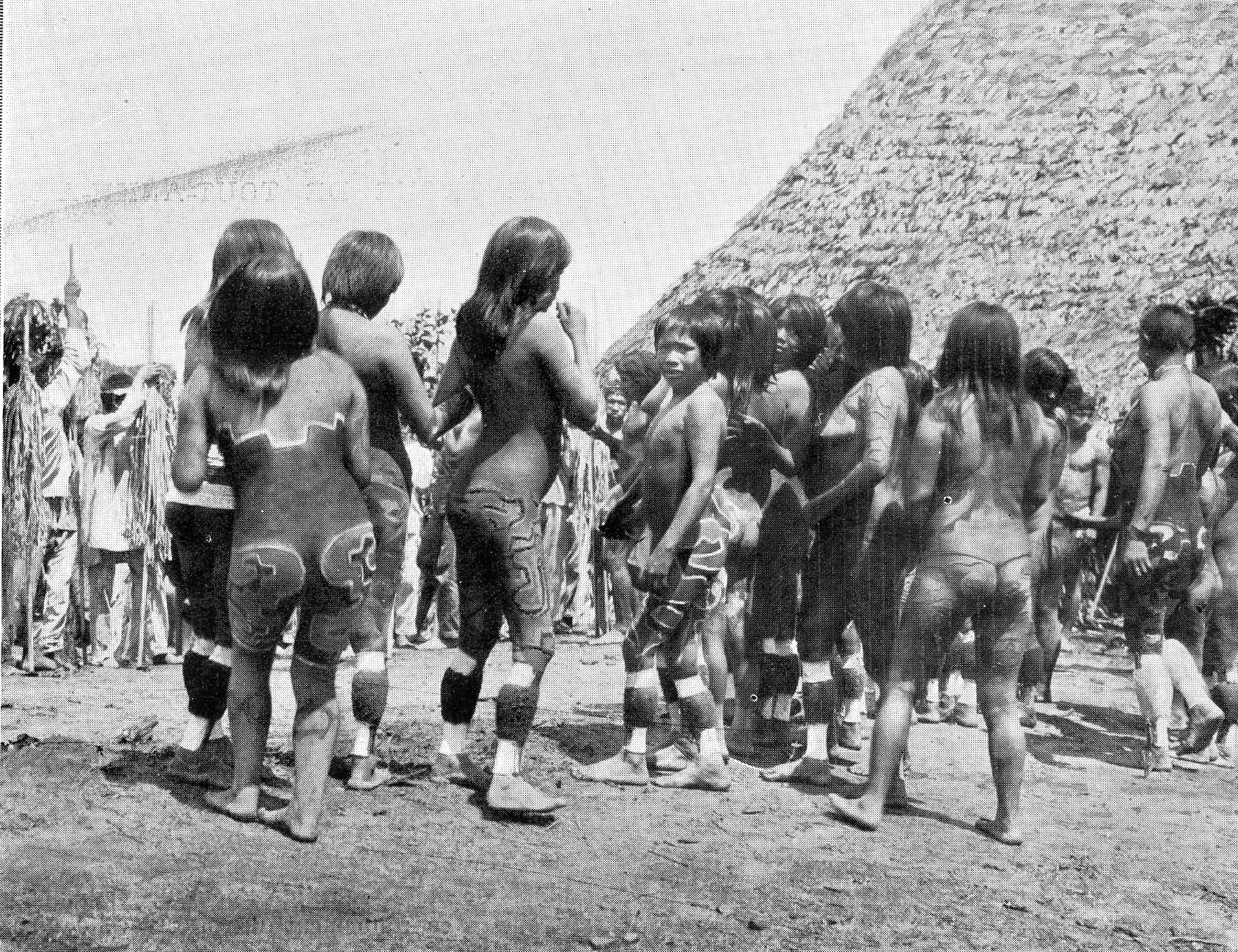
Dones ocaines

Els ocaines són un grup ètnic de l'Amazònia que habiten els marges dels rius Yaguasyacu, Ampiyacu, Jamayacù, Putumayo i Cotó (al Perú); i Apoporis, Caquetá i Putumayo (a Colòmbia). Si bé són coneguts com ocaina, ells s'autodenominen Dyo'xaiya o Ivo'tsa. Dyo'xaiya o Ivo'tsa. Parlen la llengua ocaina que es troba dins de la família lingüística witoto.

## Història
Els ocaines comparteixen història i moltes característiques culturals amb els witotos, resígaros i andoques.
Aquests grups habitaven l'extrem sud de Colòmbia i van ser portats a territori peruà pels patrons durant el boom del cautxú. La violència infringida pels patrons va descendir la seva població i actualment es troben en procés d'assimilació als witotos.

## Instruments musicals ocaina
- Arón o Manguaré
- Gooncho, Tiityo o Pífano
- Oriibi o Yupana
- Pochiina o flauta